# バゲルハット県
バゲルハット県（バゲルハットけん）は、バングラデシュ南西に位置する県である。クルナ管区に属する。

## 地理
バゲルハット県は3959.11km2の面積を有する。北にゴパルガンジュ県（ダッカ管区）とナライル県（クルナ管区）と接し、南にベンガル湾、東にゴパルガンジュ県やピロジプール県（バリサル管区）、ボルグナ県（同）と、西にクルナ県（クルナ管区）とそれぞれ接している。

## 行政区分
バゲルハット県内には9つの郡が存在する。
- バゲルハット サダール郡（英語版）
- チタルマリ郡（英語版）
- ファキラット郡（英語版）
- カチュア郡 (Kachua Upazila)
- モラハット郡（英語版）
- モングラ郡（英語版）
- モレルガンジ郡（英語版）
- ランパール郡（英語版）
- サランコラ郡（英語版）

## 交通
クルナから終着点であるバゲルハットまでは鉄道によって結ばれている。ダッカからバゲルハットまで行くには、バスで7時間から8時間かけての道のりを有することである。

## 宗教
バゲルハット県内には7815棟のモスクが、238棟の寺院が、17棟の教会と7棟の墓地が存在する。60個のドームの存在するShat Gambuj Masjidは有名なモスクである。

## 主な名所
- バゲルハットのモスク都市
- Shait Gumbad Mosque
- Sona Mosque
- Khan Jahan Ali's tomb Complex
- Khan Jahan Ali's Tank
- Port of Mongla
- シュンドルボン
- Ghora Dighi
- Bagerhat Government Boys School
- Kodla Math or Ayudha Math
- Durgapur Shiva Math
- Shundarban Resort, Barakpur
- Chandramahol,Ronjitpur
- Dohajari Shib Bari, Fakirhat